# Collégiale Saint-Sauveur de Metz
La collégiale Saint-Sauveur est une église avec un cloître et des chapelles qui se trouvaient dans la commune française de Metz et le département de la Moselle.

## Localisation
La collégiale était située dans le quartier de l’Ancienne Ville à Metz, à l'angle de la rue Ladoucette et de la rue du Petit-Paris, et sur l'ancienne place Saint-Jacques.

## Historique
L'église Saint-Sauveur est mentionnée pour la première fois en 882 dans un écrit qui cite la mort de l'évêque Wala tué au cours de combats avec les vikings à Remich et qui est inhumé dans l'église Saint-Sauveur qu'il avait faite construire. Elle se trouvait en bordure du forum. Wala n'avait fait construire qu'une église ou une chapelle.
C'est sous l'épiscopat d'Adalbéron III, évêque de Metz de 1047 à 1072, qu'apparaît un chapitre de chanoines. Il s'est désigné comme le fondateur de ce chapitre dans une charte non datée. Le chapitre de Saint-Sauveur est cité dans une bulle de Léon IX du 11 octobre 1049. Adalbéron III a fait des travaux dans l'église. Ce que confirme une charte d'Étienne de Bar donnée en 1137 dans laquelle il a précisé que l'église a été construite par Adalbéron III. Dans cette charte, il donne à la collégiale Saint-Sauveur les églises Saint-Jacques et Sainte-Marie ainsi que l'église de Pange pour lui permettre de faire des réparations. Deux chartes, de 1140 et 1144, précisent qu'Aldabéron III y a été inhumé. Dans l' Histoire de Metz, les Bénédictins ont écrit qu'Adalbéron III a construit les trois chapelles du cloître dédiées à Notre-Dame, à saint Nicolas et à sainte Catherine.
Les biens et les droits du chapitre de la collégiale sont connus une bulle d'Urbain II en 1096. Cependant les biens donnés par Adalbéron sont insuffisants pour assurer l'entretien de la collégiale comme l'écrit Étienne de Bar. En 1154, le légat du pape décide de réduire le nombre de chanoines à 20 à cause de l'insuffisance de revenus. Le 19 janvier 1565, l'évêque François de Beaucaire réduit de nombre de prébendes canoniales de 20 à 12.

Détail du plan de la ville vers 1600, après la démolition des églises Saint-Sauveur et Saint-Jacques et la création de la place Saint-Jacques avec la fontaine au milieu de la place, au sud de la cathédrale Saint-Étienne. À gauche de la place Saint-Jacques, la collégiale Saint-Sauveur avec son cloître.

En février 1565, le capitaine de la citadelle demande la destruction de la collégiale Saint-Sauveur et de l'église Saint-Jacques qui est située à proximité car on pourrait installer de l'artillerie sur les voûtes pouvant tirer sur la citadelle. Les travaux de démolition commencent aussitôt. Le 27 avril 1567, le chapitre adresse une requête au maréchal de Vieilleville pour obtenir une somme de 400 livres tournois pour transformer la chapelle du cloître et l'édification d'un clocher-perdu pour remplacer l'église détruite pour le service du roi. L'église Saint-Sauveur citée au XVIIe et XVIIIe siècles est une ancienne chapelle donnant sur les trois dernières travées de la galerie Est du cloître, réaménagée après la démolition de l'église en 1565. Cette chapelle était décrite en 1565 comme « presque aussi spacieuse que l'église ».
Une contestation s'est élevée entre la ville et le chapitre pour savoir à qui appartenait la place libérée par la démolition des églises Saint-Sauveur et Saint-Jacques. Le terrain libéré a pris le nom de place Saint-Jacques. La ville a reçu 200 livres pour vider la place des ruines et pour permettre aux chanoines d'édifier des boutiques le long de leur cloître et église. Une fontaine est placée au centre de la place en 1610. La place est pavée par la ville en 1700. La place est dégagée de ses derniers monuments à la demande du lieutenant du roi pour y faire manœuvrer 700 hommes. La fontaine est démontée en 1730.
En 1738, le comte de Belle-Isle, gouverneur de Metz, essaie d'agrandir la place Saint-Jacques en proposant au chapitre d'échanger la cloître, l'église Saint-Sauveur et les maisons canoniales par une agrégation du chapitre avec celui de la cathédrale. Mais les deux chapitres, de Saint-Sauveur et de la cathédrale, s'y sont opposés. Une nouvelle tentative de démolition de l'îlot Saint-Sauveur, en 1750, échoue.
Le 24 août 1790 la constitution civile du clergé supprimant les ordres religieux est approuvée par le roi. La chanoines ont continué à dire leurs offices à Saint-Sauveur avec l'accord avec le district jusqu'en janvier 1791. La commune s'est fait attribuer l'église, le cloître et le jardin le 5 avril. Cet achat s'est poursuivi avec celui des maisons et des boutiques adossées à l'église. Les cloches et les objets de culte sont enlevés. Les orgues, les stalles et les boiseries sont vendus aux enchères le 7 février 1792. La municipalité fait désacraliser les lieux avant d'y ouvrir un marché de viande, la boucherie Saint-Sauveur. La démolition du clocher est adjugée le 25 janvier 1794. La plupart des dépendances de Saint-Sauveur sont vendues pendant l'an IV. L'église est vendue en deux lots le 30 octobre 1800. L'acquéreur n'ayant pu payer, l'église est remise en adjudication le 27 décembre 1802. Les différentes parcelles de la collégiale ont été ensuite soumises au plan d'alignement de la ville.
Il ne subsistait plus, par un accès au 6 de la rue du Petit-Paris, qu'un bâtiment, l'ancienne salle du chapitre ou chapelle construite sur la galerie ouest du cloître au XVe siècle. On trouve sur le clef de voûte de sa travée sud-est les armes de Pie II, pape de 1458 à 1464. Cet édifice était un dépôt d'épicerie en 1859, puis une brasserie-restaurant appelé Klosterhof entre 1893 et 1909. Il sert de dépôt en 1933. Puis un grand magasin propriétaire des locaux y aménage un café-bar. L'immeuble est détruit au cours de la Seconde Guerre mondiale.
Les vestiges du cloître et de la salle capitulaire de la collégiale ont été inscrits au titre des monuments historiques le 9 décembre 1929.

## Source
Pierre-Édouard Wagner, « La collégiale Saint-Sauveur de Metz », p. 83-103 (lire en ligne)